# Rodos: Profitis Ilias - Epta Piges – Petaloudes - Remata
Rodos: Profitis Ilias - Epta Piges – Petaloudes - Remata este o arie protejată (arie specială de conservare — SAC, sit de importanță comunitară — SCI) din Grecia întinsă pe o suprafață de 11.312,41 ha, integral pe uscat.

## Localizare
Centrul sitului Rodos: Profitis Ilias - Epta Piges – Petaloudes - Remata este situat la coordonatele 36°17′22″N 28°02′16″E / 36.289356°N 28.037692°E.

## Înființare
Situl Rodos: Profitis Ilias - Epta Piges – Petaloudes - Remata a fost declarat sit de importanță comunitară în august 1996 pentru a proteja 1 specie de plante și 3 specii de animale. Situl a fost protejat și ca arie specială de conservare în martie 2011.

## Biodiversitate
Situată în ecoregiunea mediteraneană, aria protejată conține 11 habitate naturale: Râuri mediteraneene cu debit intermitent, cu specii de Paspalo-Agrostidion, Sarcopoterium spinosum phryganas, Pajiști umede mediteraneene cu ierburi înalte de Molinio-Holoschoenion, Pante stâncoase calcaroase cu vegetație casmofită, Păduri de Cupressus (Acero-Cupression), Galerii de Salix alba și de Populus alba, Păduri de Platanus orientalis și Liquidambar orientalis (Platanion orientalis), Galerii și tufărișuri riverane sudice (Nerio-Tamaricetea și Securinegion tinctoriae), Păduri de Olea și Ceratonia, Păduri de Quercus macrolepis, Păduri de pin mediteraneene cu pini mezogeni endemici.
La baza desemnării sitului se află mai multe specii protejate:
- plante (1): Crepis pusilla
- nevertebrate (1): Euplagia quadripunctaria
- pești (1): Ladigesocypris ghigii
- reptile (1): Mauremys rivulata

Pe lângă speciile protejate, pe teritoriul sitului au mai fost identificate 18 specii de plante, 3 specii de amfibieni, 4 specii de mamifere, 12 specii de reptile.